# Palazzo dei Camerlenghi

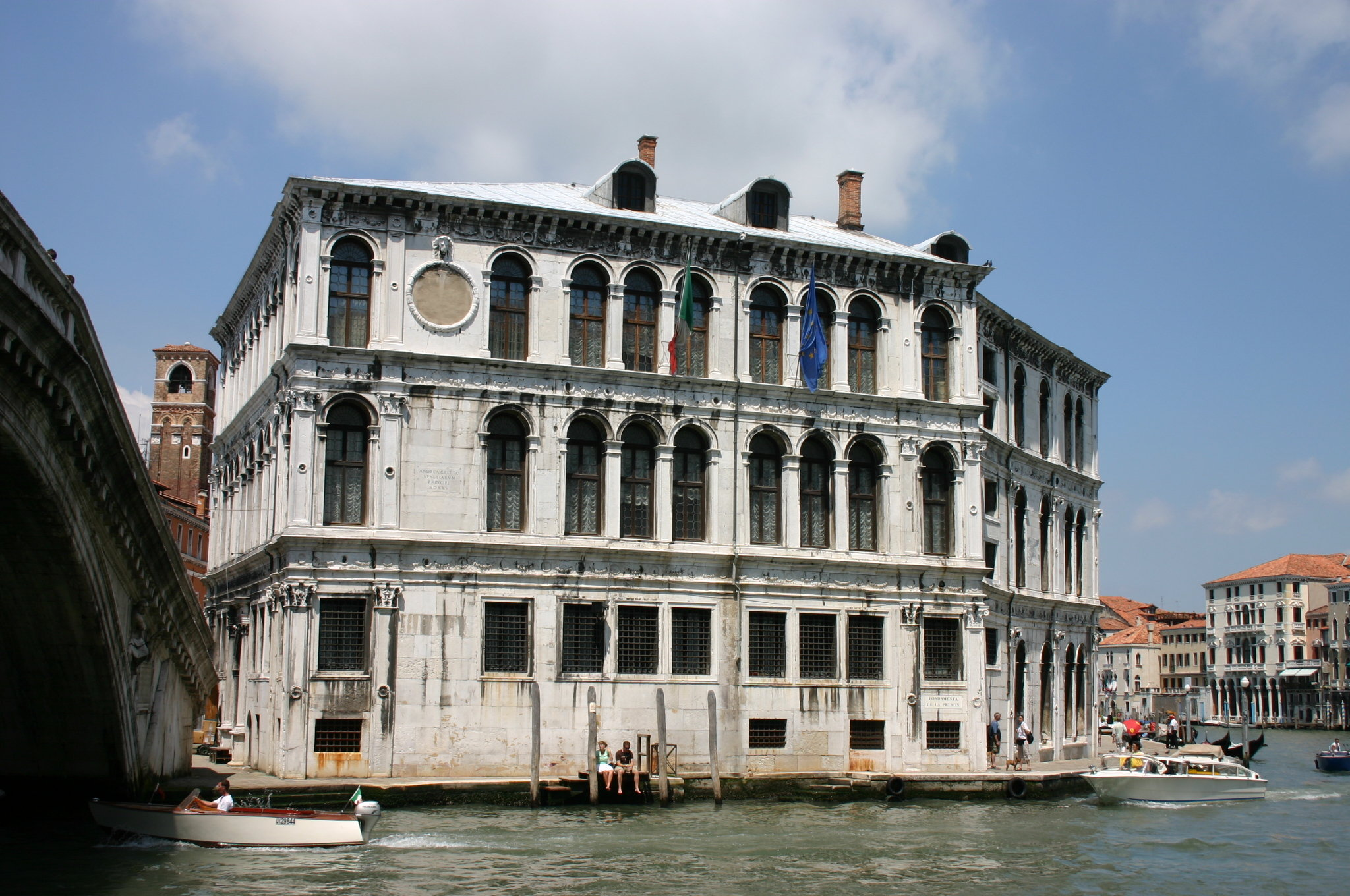
Palazzo dei Camerlenghi, links davon die Rialtobrücke

Der Palazzo dei Camerlenghi ist ein Palast im Stile der Renaissance in Venedig in der italienischen Region Venetien. Er liegt im Sestiere San Polo mit Blick auf den Canal Grande neben der Rialtobrücke.

## Geschichte
Der Palast wurde 1488 fertiggestellt und zwischen 1525 und 1528 nach Plänen von Guglielmo die Grigi großräumig erweitert. In seiner heutigen Form scheint er vor allem von der Architektur Mauro Codussis und Pietro Lombardos beeinflusst. Er war der Sitz der venezianischen Finanzmagistratur, z. B. der Camerlenghi di Comun, der Consoli dei Mercanti und der Sopraconsoli dei Mercanti. Heute würde man das Bauwerk als eine Art multifunktionales Bürogebäude bezeichnen.
Das Erdgeschoss des Palastes diente als Gefängnis für zahlungsunfähige oder -unwillige Schuldner, was sich auch im Toponym Fondamenta de la preson (dt.: Gefängnisufer) niederschlägt. Die Zurschaustellung der Gefangenen im Finanz- und Geschäftsviertel Rialto sollte den Menschen als strenge Warnung dienen. Im Palast selbst dienten sie – zusammen mit den Finanzbehörden in den Obergeschossen und der dortigen Gemäldedekoration – auch dazu, das Bild von Venedig als einem gerechten Gemeinwesen zu untermauern, in dem jede Person das ihre zum gelingenden Miteinander beiträgt – oder andernfalls ihre gerechte Strafe erhält.
Nach dem Ende der Republik Venedig im Jahr 1797 beherbergte das Gebäude über die Jahre den Corte d'Appello (dt.: Landgericht), sowie Büros der Liegenschaftsverwaltung und der Registratur. Heute dient das umgebaute Gebäude als Sitz der Finanzmagistratur, darunter dem regionalen Sitz des Rechnungshofes.

## Beschreibung
Der Palast erhielt durch die Erweiterung im 16. Jahrhundert einen fünfeckigen Grundriss, durch den er der Biegung des Canal Grande an dieser Stelle folgt und ist drei Stockwerke hoch. Er zeigt hohe Bogenfenster, die durch Lisenen getrennt und von interessanten Friesen bekrönt sind. Diese „Staatsschatulle“ wurde außen mit mehrfarbigem Marmor und Porphyr kostbar verziert, der über die Zeit allerdings verloren ging. Das heute leere Tondo an der Uferfassade enthielt zudem ehemals einen gemalten Markuslöwen.
Es war eine Tradition der „Serenissima“, dass ein Friedensrichter bei Beendigung seiner Dienstzeit ein Gemälde oder religiöses Objekt mit seinem Porträt oder seinem Wappen als Geschenk hinterließ. Der Palazzo dei Camerlenghi füllte sich so mit vielen Kunstwerken, bevor sie unter Napoleonischer Besetzung und im Königreich Italien über ganz Europa verstreut wurden. Glücklicherweise sind viele davon nach Venedig zurückgekehrt, wenn auch nicht in diesen Palast.

## Galeriebilder

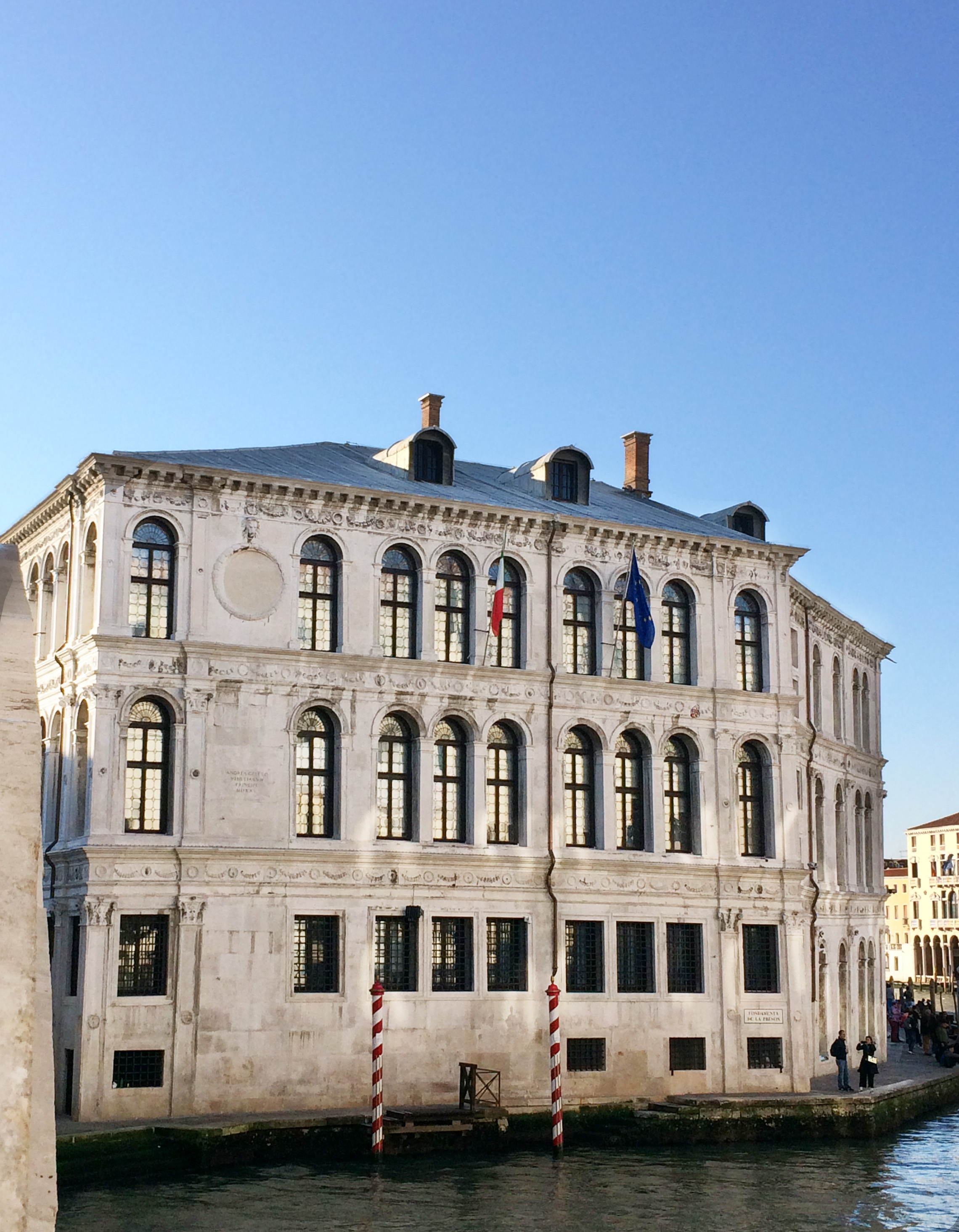
Außenansicht
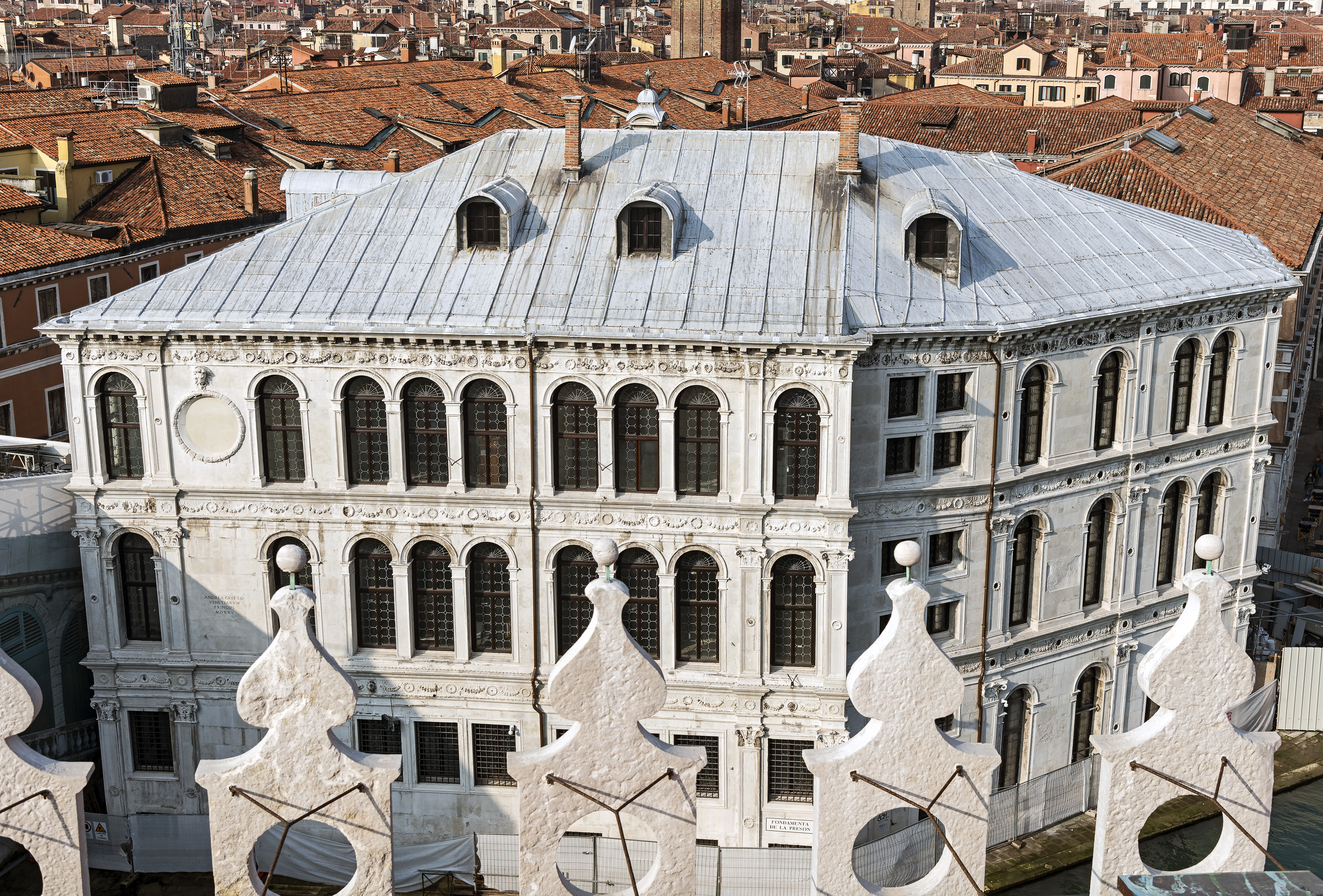
Blick auf die Terrasse vom Fondaco dei Tedeschi aus
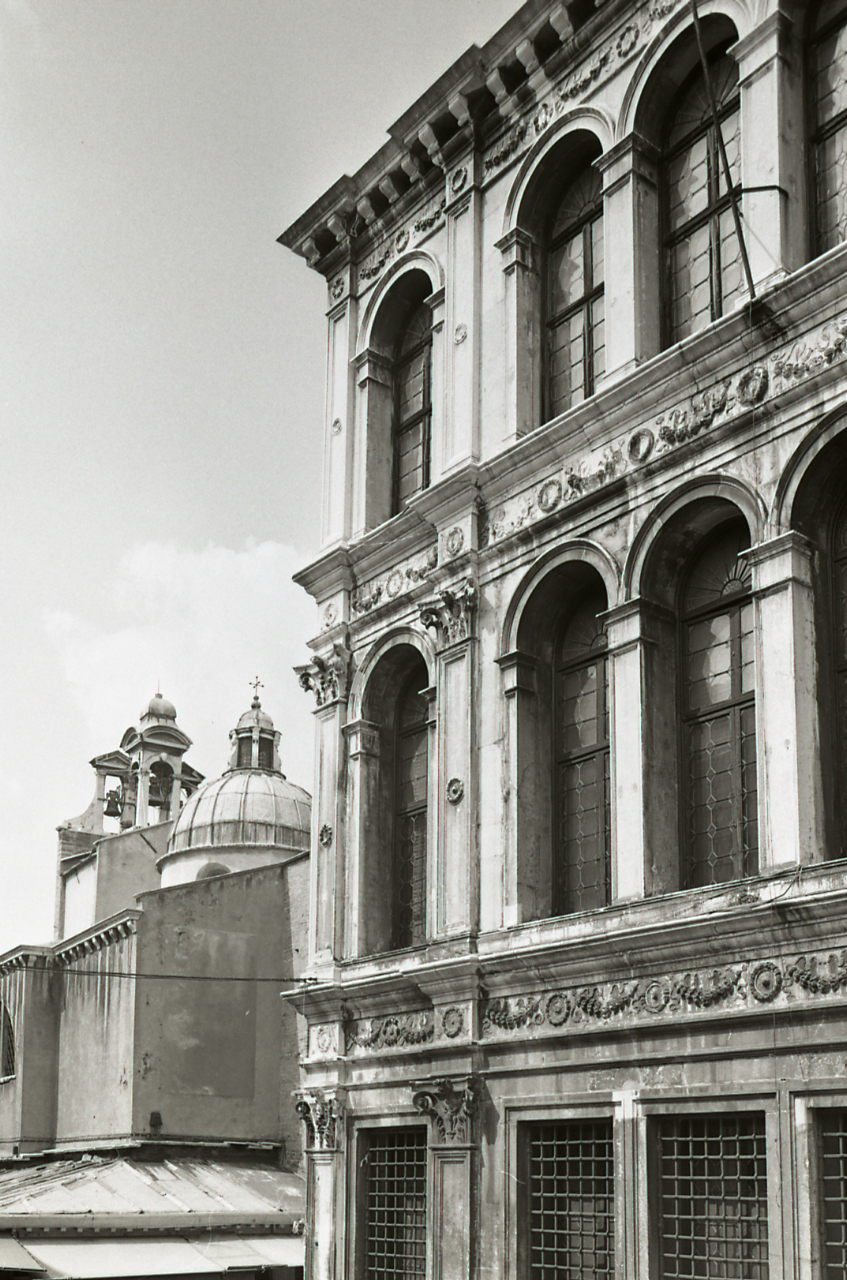
Detail an der Fassade des Palastes. Im Hintergrund die Kirche San Giacomo di Rialto. Foto von Paolo Monti, 1977.